# Alain Périsson
Alain Périsson, né le 13 avril 1945 à Talence et mort le 12 septembre 2006 dans le 15e arrondissement de Paris, est un scénariste et réalisateur français pour le cinéma et la télévision.

## Biographie
Après des études lettres, Alain Périsson réalise des mises en scène de théâtre dans différents théâtres, puis assure pendant un an l'animation du théâtre de l'Épée de Bois, au cours de laquelle il réalise la scénographie de Akropolis de Jerzy Grotowski.
Il assiste Pierre Comte dans ses travaux de recherche de cinétique appliquée.
Avant de passer à la réalisation, il est notamment l'assistant de Jacques Deray, André Cayatte, Michel Cournot, Philippe Fourastié et William Klein.
Alain Périsson est le neveu du chef d'orchestre Jean Périsson.

## Filmographie

### Comme réalisateur
- 1973 : Le monde était plein de couleurs
- 1973 : Le Grand Sabordage
- 1976 : Trois de cœur (série télévisée)

### Comme scénariste
- 1973 : Le Grand Sabordage de lui-même

### Comme assistant
- 1969 : Poussez pas grand-père dans les cactus de Jean-Claude Dague